# Saison 5 de Black Mirror
Chronologie
Saison 4 de Black Mirror Saison 6 de Black Mirror

Cet article présente les épisodes de la cinquième saison de la série télévisée britannique Black Mirror.

## Saison 5 (2019)

### Épisode 1:Striking Vipers
- France : 5 juin 2019 sur Netflix

- Anthony Mackie (VF : Mike Fédée) : Danny
- Yahya Abdul-Mateen II (VF : Rody Benghezala) : Karl
- Nicole Beharie (VF : Fily Keita) : Theo
- Pom Klementieff (VF : elle-même) : Roxette
- Ludi Lin (VF : Alexandre Nguyen) : Lance

Danny vit avec sa femme Theo et leur fils Tyler, mais il s'ennuie dans sa vie de famille. Lors de la fête de son 38e anniversaire, son ami Karl, qu'il connait depuis l'université, lui offre le nouvel opus du jeu de combat sur lequel ils passaient leurs nuits, Striking Vipers X, cette fois fonctionnant en réalité virtuelle et recréant les sensations physiques des impacts. Danny et Karl rejouent donc une nuit, reprenant leurs personnages de Lance et Roxette, mais à la fin de leur combat, Roxette embrasse Lance avant de se déconnecter. Troublés, ils recommencent cependant les nuits suivantes pour du sexe virtuel, délaissant leurs couples respectifs. Quand Theo force Danny à admettre qu'il n'est plus aussi proche d'elle alors qu'ils essayaient d'avoir un deuxième enfant, il garde le secret et arrête de jouer. Quelques mois passent et pour l'anniversaire de Danny, Theo, enceinte, invite Karl. Ce dernier avoue discrètement à Danny que leurs nuits lui manquent et qu'il n'a jamais pu retrouver un autre partenaire capable de recréer ce qu'il y avait entre eux. Danny cède et rejoint Karl dans le jeu avant de lui donner rendez-vous sur un parking, pour qu'ils essaient par un baiser de voir si leurs sentiments sont réels ; tous deux disent qu'ils n'ont rien ressenti. Mais Karl répète que les choses sont différentes dans le jeu, que c'est ancré dans sa tête, et Danny ne veut plus entendre ça. Ils finissent par se battre et se font arrêter. De retour du commissariat, Theo interroge Danny afin de tirer les choses au clair.

### Épisode 2:Smithereens
- France : 5 juin 2019 sur Netflix

- Andrew Scott (VF : Cédric Dumond) : Chris Gillhaney
- Damson Idris (VF : Namakan Koné) : Jaden
- Topher Grace (VF : Sébastien Desjours) : Billy Bauer
- Monica Dolan (VF : Nathalie Gazdic) : Linda Grace
- Amanda Drew (VF : Olivia Nicosia) : Hayley
- Daniel Ings (VF : Anatole de Bodinat) : David Gilkes
- Ruibo Qian (VF : Julie Turin) : Penelope Wu
- Ambreen Razia (VF : Emmanuelle Rivière) : Najma Haque

Christopher Gillhaney est un chauffeur indépendant. Il accepte une demande pour conduire une femme qui sort de chez "Smithereen", une société d'un grand réseau social, mais quand Chris lui demande son poste, elle répond qu'elle n'est pas employée.
Christopher rencontre une femme à un groupe de soutien pour personnes en deuil. Ils passent la nuit ensemble, mais obsédée par son désir de connaitre les raisons qui ont poussé sa fille au suicide, elle essaie depuis sa mort d'accéder à son compte "Persona".
Christopher va chercher Jaden, un homme en costume sortant lui aussi de "Smithereen", en voiture. Quand ce dernier lui affirme qu'il travaille là-bas, Christopher va alors prendre une route différente du trajet et le kidnapper. Ils changent de voiture, Jaden avance un sac sur la tête. Surpris par des policiers qui commencent à le poursuivre, Christopher finit par planter la voiture dans un champ. Il menace alors de tuer Jaden si les policiers tentent quoi que ce soit. Chris demande ensuite à Jaden d'appeler Billy Bauer, le patron de "Smithereen". Jaden, simple stagiaire ne connaissant pas le numéro de Billy, appelle sa responsable, qui appelle une autre femme plus haut placée. Pendant ce temps, des renforts de police arrivent. Les personnes travaillant chez « Smithereen » vont réussir à utiliser le téléphone de Christopher pour le mettre sur écoute et trouver les informations personnelles recueillies sur Christopher qu'ils vont transmettre le tout au FBI et à la police britannique : Christopher était professeur jusqu'à un accident de voiture il y a trois ans, devenu depuis chauffeur pour particuliers et ne prenant que des commandes de personnes partant de Smithereen depuis des semaines. Le négociateur essaie alors une approche mais Christopher voit clair et refuse tout dialogue. L'équipe juridique sait où est Billy Bauer : il est au 6e jour d'une retraite dans la Furnace Valley, coupé de tout moyen de communications. La PDG de Smithereen va malgré tout envoyer une femme prévenir Bauer, prêt à écouter Christopher, mais son équipe juridique refuse, d'autant que Christopher a compris qu'il était écouté en laissant entendre que son arme était factice.
Au bout d’un moment, Billy Bauer va envoyer paître ses adjoints et utiliser ses privilèges sur le réseau pour obtenir lui-même le numéro de Christopher qui va alors lui raconter son histoire, son addiction passée à Smithereen et comment, en consultant une notification, il a provoqué l'accident qui a tué sa fiancée. L'autre conducteur a été désigné responsable car ivre au volant mais Christopher voulait simplement que Billy Bauer connaisse les dangers de son réseau. Billy essaie de le raisonner, reconnaissant que sa création lui a échappé et se dit prêt à aider Christopher qui lui a fait comprendre qu'il allait se suicider. Christopher raccroche et commence à libérer Jaden, mais celui-ci refuse de laisser Christopher se tuer et tente de prendre son arme. La police pense à une bagarre entre les deux hommes et donne l'ordre de tirer.

### Épisode 3:Rachel, Jack et Ashley Too
- France : 5 juin 2019 sur Netflix

- Miley Cyrus (VF : Camille Donda) : Ashley Ortiz
- Angourie Rice (VF : Lisa Caruso) : Rachel Jacobs
- Madison Davenport (VF : Adeline Chetail) : Jack Jacobs
- Susan Pourfar (VF : Rafaèle Moutier) : Catherine Ortiz
- Marc Menchaca (VF : Renaud Marx) : Kevin
- Jerah Milligan : Busy G
- Daniel Stewart Sherman : Bear
- James III : Habanero
- Nicholas Pauling (VF : Laurent Larcher) : Dr Munk

Rachel s'est installée dans une nouvelle maison avec sa sœur Jack et leur père dératiseur. Pour son 15e anniversaire, Rachel reçoit un assistant personnel, Ashley Too, créé à partir de la pop star Ashley O. L'adolescente solitaire y trouve une amie qui l'encourage à participer à un concours du lycée où elle échoue à reproduire une chorégraphie d'Ashley O. La chanteuse cache sous une image colorée une profonde dépression que sa tante et manager Catherine gère en lui donnant des médicaments illégaux. Quand elle apprend qu'Ashley compte utiliser les pilules qu'elle n'avale plus pour se libérer de son contrat, Catherine provoque une overdose qui la plonge dans un coma médicamenteux. Au même moment, Jack décide de cacher pendant un temps Ashley Too de sa sœur pour l'éloigner de sa mauvaise influence.
Six mois plus tard, les modèles d'Ashley Too sont presque tous tombés en panne. Celui de Rachel se réactive en entendant un reportage sur Ashley O, son coma et l'album créé à partir des chansons récupérées via un scan cérébral, et finit par disjoncter. Jack fouille sa mémoire et découvre que la machine contient une copie synaptique entière d'Ashley O, bridée avant la mise en vente. Débridée et persuadée que Catherine est derrière le coma, Ashley Too convainc Jack et Rachel de se rendre chez elle pour récupérer les données de l'ordinateur comme preuves contre Catherine. En se faisant passer pour des dératiseurs, elles entrent dans la maison et laisse Ashley Too qui débranche la machine maintenant Ashley O dans le coma. Le médecin tente alors de la rendormir mais Rachel et Jack parviennent à l'assommer. Les sœurs, Ashley O et Ashley Too se rendent ensemble au stade où Catherine commençait la promotion du nouvel album d'Ashley O et de la tournée d'une version holographique de la chanteuse, interrompue par l'arrivée de la véritable star.